# Descarrilamiento del Expreso Hazara en 2023
El descarrilamiento del Expreso Hazara en 2023 fue un accidente ferroviario que ocurrió en Pakistán el 6 de agosto de 2023, a las 13:18 PKT (08:18 UTC), cuando diez vagones del tren Expreso Hazara que viajaban de Karachi a Rawalpindi descarrilaron cerca de Nawabshah, en la provincia de Sind, matando al menos a 30 personas y dejando heridas a más de 100.

## Antecedentes
Debido a sistemas obsoletos, algunos de los cuales no han sido actualizados desde la época colonial, los accidentes y descarrilamientos en los ferrocarriles de Pakistán no son infrecuentes. El gobierno ha enfrentado críticas por descuidar los sistemas de señalización y las vías envejecidas. Los residentes afirmaron que las vías seguían en mal estado después de las inundaciones de 2022. Un día antes, el tren Allama Iqbal Express descarriló cerca de Padidan sin causar víctimas. El accidente ferroviario de Ghotki en 2021 también tuvo lugar en la misma provincia. Según informes locales de 2013 a 2019, 150 personas murieron en incidentes ferroviarios.

## Incidente
A las 13:18 PKT (08:18 UTC), diez vagones del Hazara Express descarrilaron cerca de la Estación de Tren de Sarhari, entre Shahdadpur y Nawabshah, en ruta desde Karachi a Sargodha. El tren llevaba alrededor de 1,000 pasajeros. Los heridos fueron llevados al cercano Hospital de la Facultad de Medicina Peoples en Nawabshah y las operaciones en la vía principal se detuvieron mientras llegaban los equipos de reparación. Los investigadores están determinando la causa.

## Consecuencias
Rescue 1122, Ferrocarriles de Pakistán, Ejército de Pakistán, Rangers y la policía llevaron a cabo operaciones de socorro y rescate en el lugar del accidente. El Subinspector General de la Policía de Benazirabad, Younis Chandio, dijo que nueve de cada diez vagones destrozados habían sido despejados de los muertos y heridos.

## Investigación
El Ministro de Ferrocarriles, Khawaja Saad Rafique, afirmó que no se habían reportado fallas en el tramo de vía donde ocurrió el choque, y ordenó una investigación. Un informe preliminar presentado por un equipo de seis miembros el 8 de agosto de 2023 indicó que faltaban placas de unión metálicas que conectan los rieles en el lugar del accidente, y que una sección de la vía había sido reemplazada por madera. El informe también señaló que las ruedas de la locomotora estaban dañadas y que no se podía descartar un acto de sabotaje. Más tarde, se suspendió a seis empleados, incluidos tres funcionarios. El 9 de agosto de 2023, Rafique desmintió informes anteriores de que faltaban las placas de unión y de que se había utilizado madera para las reparaciones. La causa principal del accidente, afirmó, fue que dos ruedas de la locomotora quedaron atascadas y una sección de la vía resultó dañada.

## Reacciones
El Primer ministro Shehbaz Sharif tuiteó: "He solicitado un informe sobre el incidente a las autoridades ferroviarias". El Ministro del Interior Rana Sanaullah tuiteó: "Mis más sinceras condolencias a las familias de los pasajeros fallecidos. A los heridos se les debe proporcionar las mejores instalaciones de atención médica en los hospitales".